# لونگمن، ژیجیانگ
لونگمن، ژیجیانگ (به لاتین: Longmen) یک شهرک در جمهوری خلق چین است که در Fuyang District واقع شده‌است. لونگمن ۲۷٫۱۷ کیلومتر مربع مساحت و ۷٬۰۰۰ نفر جمعیت دارد و ۸۰ متر بالاتر از سطح دریا واقع شده‌است.